# Tommy Wright (ur. 1944)
Thomas James (Tommy) Wright (ur. 21 października 1944 w Liverpoolu) – angielski piłkarz, prawy obrońca. Brązowy medalista ME 68, uczestnik MŚ 70.
Jedynym klubem w jego karierze był Everton. W latach 1964–1974 rozegrał 371 spotkań (cztery gole). Sięgał po mistrzostwo Anglii (1970). W 1966 znajdował się wśród triumfatorów Pucharu Anglii. W reprezentacji debiutował 8 czerwca 1968 w meczu z ZSRR. W kadrze rozegrał 11 spotkań. Reprezentacyjną karierę zakończył w spotkaniu z Brazylią podczas MŚ 70.